# Egbert (Osnabrück)
Egbert (auch Eckbert und Egibert) († 1. Februar 884) war seit etwa 860 bis 884 Bischof von Osnabrück.
Egbert muss bereits im Jahr 860 Bischof gewesen sein, da er in diesem Jahr das Stift Herzebrock als erstes seiner Art im Bistum Osnabrück weihte. Im selben Jahr war er auf der Reichsversammlung in Mainz anwesend. Auch an der Synode von Worms nahm er teil, die langwirkende kirchenrechtliche Beschlüsse fasste, und an der Reichsversammlung 873 in Köln. Außerdem bemühte er sich, den seinem Stift durch den Grafen Cobbo entzogenen Zehnten wieder zu gewinnen.